# Cezary Niewęgłowski
Cezary Henryk Niewęgłowski (ur. 22 sierpnia 1893, zm. 7 września 1939 w Osuchowie) – major dyplomowany artylerii Wojska Polskiego.

## Życiorys
Urodził się 22 sierpnia 1893 w rodzinie Wiktora, właściciela dóbr Ciotusza Stara. Po zakończeniu I wojny światowej i odzyskaniu przez Polskę niepodległości, jako były oficer armii rosyjskiej, został przyjęty do Wojska Polskiego i zatwierdzony do stopnia podporucznika. Uczestniczył w wojnie polsko-bolszewickiej, służąc jako referent Inspektoratu Armii, oficer łączności, dowódca oddziału sztabu dywizjonu artylerii oraz oficer baterii artylerii. Został awansowany na stopień kapitana artylerii ze starszeństwem z dniem 1 czerwca 1919. Został oficerem 2 pułku artylerii polowej Legionów w Kielcach. Jako oficer nadetatowy tej jednostki w 1923, 1924 był przydzielony do Szkoły Podoficerów Zawodowych Artylerii w Toruniu. Służył jako dowódca baterii, adiutant pułku, dowódca baterii szkolnej. Od 1925 do 1927 odbył kurs w Wyższej Szkole Wojennej w ramach VI promocji, uzyskując tytuł oficera dyplomowanego. W 1928 był oficerem Oddziału II Generalnego Sztabu Wojska Polskiego, gdzie pełnił funkcję referenta oraz kierownika samodzielnego referatu. Został awansowany na stopień majora artylerii ze starszeństwem z dniem 1 stycznia 1930. W 1932 pozostawał oficerem Sztabu Generalnego. Pod koniec lipca 1932 został wybrany członkiem zarządu Towarzystwa Polsko-Japońskiego. Później działał w służbie dyplomatycznej, pracując jako zastępca attaché wojskowego w Paryżu płk. dypl. Jerzego Błeszyńskiego-Fereka (1933/1935) oraz etatowy attaché wojskowy w Rzymie (od 1936 do kwietnia 1938).
Po wybuchu II wojny światowej na początku kampanii wrześniowej był pierwszym oficerem informacyjnym Grupy Operacyjnej „Piotrków” w składzie Armii „Łódź”. W tym czasie został wysłany przez dowódcę Grupy, gen. Wiktora Thommée, do sztabu kierowanej przez gen. Juliusza Rómmla Armii „Łódź” w parku Julianowskim. Nie zastawszy tam dowództwa Armii, w drodze powrotnej popełnił samobójstwo, pozostawiając list, w którym swój czyn umotywował rozczarowaniem sposobem prowadzenia polskiej wojny obronnej. Został pochowany na cmentarzu parafialnym w Osuchowie.
Był żonaty z Haliną z Szartowskich. Dzieci nie mieli.

## Ordery i odznaczenia
- Krzyż Srebrny Orderu Virtuti Militari nr 12210[19] (pośmiertnie, 29 września 1939)[1]
- Krzyż Walecznych (trzykrotnie)[1]
- Medal Niepodległości (29 grudnia 1933)[20]
- Srebrny Krzyż Zasługi (10 listopada 1928)[21][1]
- Odznaka „Za wierną służbę”[22]
- Krzyż Zasługi Wojskowej II klasy (Hiszpania, zezwolenie 1934)[23]
- Krzyż Komandorski Orderu Leopolda (Belgia, zezwolenie 1935)[24]
- Order Krzyża Orła IV klasy (Estonia, zezwolenie 1934)[23]
- Krzyż Oficerski Orderu Trzech Gwiazd (Łotwa, zezwolenie 1934)[23]
- Krzyż Kawalerski Orderu Gwiazdy Rumunii (Rumunia, zezwolenie 1929)[25]
- Medal Zwycięstwa („Médaille Interalliée”)[1]